# Rhinocypha aurulenta
Rhinocypha aurulenta – gatunek ważki z rodziny Chlorocyphidae.